# Coptops tetricus
Coptops tetricus es una especie de escarabajo longicornio del género Coptops, tribu Mesosini, subfamilia Lamiinae. Fue descrita científicamente por Newman en 1842.

## Descripción
Mide 16,8 milímetros de longitud.

## Distribución
Se distribuye por Filipinas.